# .470 Nitro Express

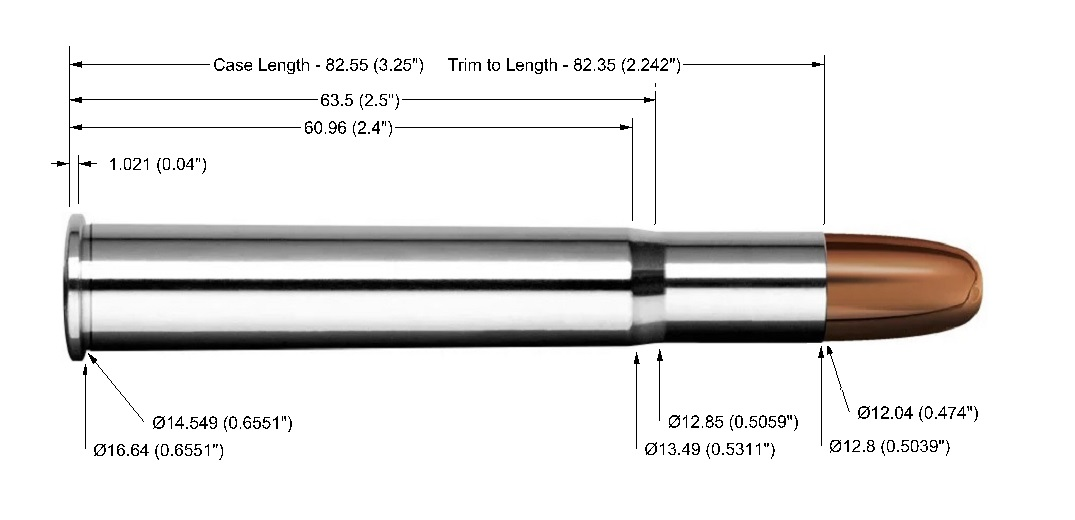
Dimensões do .470 Nitro Express.

O .470 Nitro Express (ou .470 NE), é um cartucho de fogo central para rifle com "ombro" pequeno, voltado para caça dos "Big Five" na África e na Índia, desenvolvido por Joseph Lang na Inglaterra. O .470 Nitro Express é usado quase exclusivamente em rifles duplos e é amplamente utilizado nas regiões da África Meridional e Centro-Leste, é o preferido por guias de caça, principalmente quando o objeto da caça são búfalos do Cabo e/ou elefantes.

## Visão geral
O .470 NE foi originalmente projetado por Lang para substituir o .450 Nitro Express, depois que ele foi proibido em vários países, incluindo a Índia. Não porque o .450 NE fosse insuficiente ou inadequado, mas porque suas balas podiam ser removidas de cartuchos carregados para uso por nativos em rifles Martini–Henry .577/.450 roubados. Devido à bala pesada e à carga de pólvora, a arma tem recuo significativo, mas isso é mitigado pela baixa velocidade, resultando no recuo sendo desferido como um forte empurrão ao invés de um golpe violento. Rifles com câmara para este cartucho tendem a ser pesados do tipo rifles duplos, e são bastante caros.
O .470 NE continua a ser o mais popular de todos os cartuchos Nitro Express. Munições e componentes estão prontamente disponíveis.